# Altajella pallida
Altajella pallida är en mångfotingart som beskrevs av Gulicka 1972. Altajella pallida ingår i släktet Altajella och familjen Altajellidae. Inga underarter finns listade i Catalogue of Life.